# 遠藤酒造場
株式会社遠藤酒造場（えんどうしゅぞうじょう）は、長野県須坂市須坂の日本酒の蔵元、酒造会社。主力の銘柄は『渓流』であるが、少量多品種生産を特徴としており、およそ30種類の酒が試飲可能な須坂市の本店には年間2万人ほどの観光客が訪れる。春と秋の蔵開きが有名で特に春の【花もだんごも蔵開き】は3日間で35,000人も訪れる人気イベントとなっている。
近年『直虎』『彗』（シャー)という二つのブランドを発売して新しいファンを創造している。

## 沿革
1864年（元治元年）10月、創業者である遠藤徳三郎が須坂藩御用達の蔵元として創業し、永く『養老正宗』を生産した。明治から昭和にかけての一時期には製糸業にも投資をしたが、世界恐慌を機に本業に専念し、遠藤家は「会社のお金を（商品相場などの）投資に使うな」を家訓にしたという。
その後も、事業は遠藤家の家業として5代にわたって継承され、1953年10月1日には株式会社となったが、1970年代の日本酒ブームには乗ることもなく事業は衰退していった。1982年に先代の死去にともない、もともと跡を継ぐ意思もなかった6代目の遠藤秀三郎が東京工業大学を中退して社長となった時には、社員はわずか3人だったという。
社長就任から3年程が経った時点で、遠藤秀三郎は、養老正宗に代わる新しい銘柄の開発を決意した。程なくして高齢の杜氏が引退することになった際、遠藤社長は、中学・高校の同級生で、畑違いのフィットネスクラブで働いていた勝山敬三を誘って修業させ、1991年から杜氏とし、新たな酒造りに取り組んだ。
1988年に、後の主力銘柄『渓流』を発売し、通信販売に注力するようになった。1993年には『渓流』が長野県清酒品評会で県知事賞を受賞し、1997年には全国新酒鑑評会金賞を初めて獲得するなど、様々な銘柄が各種の品評会などで受賞を重ね、2001年から2003年には全国新酒鑑評会で金賞を連続受賞し、2004年にはモンドセレクション金賞を得た。
商品開発の取り組みは、日本酒を使った食品類にも及んでおり、2009年には『渓流』を使ったカステラ状のケーキの販売を始めた。
長野県内では、松山三四六を起用したテレビ・コマーシャルを放送したこともある。TVショッピング、ラジオショッピング、ECサイトでの販売も積極的に進めており時代を先駆けている蔵元である。
また、春と秋に催している蔵開きは全国規模で、春の特に「花もだんごも蔵開き」は3日間で35,000人の来場者を迎え近隣の臥竜公園の桜の花の季節と重なり蔵元周辺は相当の賑わいになっている。
主力銘柄【渓流】に加え、2014年【直虎】の商標登録を行い全国の地酒専門店の特約店のみに販売している。
また、2017年【彗】シャーを発売した。ラベルデザインなどは斬新で従来の日本酒のイメージを変えている。商品は必ず地球に飛来した彗星の名前を取り入れており、全国各地の有名な酒造好適米を集めて純米吟醸・純米大吟醸醸し出している。

銘柄
- 渓流
- 朝しぼり - 搾りたての原酒をそのまま瓶詰めしたもの。宅配便で配送される[8]。
- どむろく - 発酵途中の原酒を粗目の網で濾したどぶろくに似た酒[8]。もろみを味わえる[9]。
- 直虎 - 名称は幕末の須坂藩主・堀直虎に由来する[4][13]。
- 彗（シャア）

### かつて取り扱っていた銘柄
- 養老正宗 - 須坂藩への献上酒として始まった銘柄。
- 染井桜 - 東京都豊島区駒込の染井銀座商店街と提携した純米酒。2008年に20年ものの古酒を提供[14]。
- 大地球　- 上山田温泉の弱アルカリ性の温泉水を仕込み水に使った酒[15]。
- 令和 - 令和への改元を記念し、新米で醸造した酒[16]。

## 同一ないし類似した社名の他の蔵元
- 有限会社遠藤酒造場 - 岡山県倉敷市連島町西之浦にある『宝富士』の蔵元[17][18]。現在は酒造業を休造し、駐車場・アパート経営を行っていたが、2020年破産[19]。
- 有限会社遠藤酒造場 - 岡山県美作市福本にある『光露』の蔵元[17][20]。現在は休造中。
- 東の麓酒造有限会社 - 山形県南陽市宮内にある『東の麓』の蔵元[21]。かつては「山栄遠藤酒造店」が社名であった[22]。